# Anolis euskalerriari
Espèce
Synonymes
- Phenacosaurus euskalerriari Barros, Williams & Viloria, 1996
- Dactyloa euskalerriari (Barros, Williams & Viloria, 1996)

Anolis euskalerriari est une espèce de sauriens de la famille des Dactyloidae. 

## Répartition
Cette espèce est endémique de l'État de Zulia au Venezuela. Elle se rencontre dans la Serranía de Perijá.

## Publication originale
- Barros, Williams & Viloria, 1996 : The genus Phenacosaurus (Squamata: Iguania) in western Venezuela: Phenacosaurus tetarii new species, Phenacosaurus euskalerriari, new species, and Phenacosaurus nicefori Dunn, 1944. Breviora, no 504, p. 1-30 (texte intégral).